# Rick Margitza
Richard Dean Margitza (Detroit, 24 oktober 1961) is een Amerikaanse jazzsaxofonist en componist.

## Biografie
Margitza's voorouders waren afkomstig van uit Slowakije afstammende Roma. Zijn grootvader van zijn vaders kant speelde Hongaarse zigeunermuziek op de viool, de grootvader van zijn moeders kant was jazzbassist, zijn vader klassiek violist. Hij speelde meer dan dertig jaar in het Detroit Symphony Orchestra. Zo leerde Margitza al op 4-jarige leeftijd het vioolspel. Later kwam daar een klassieke piano-opleiding bij.
Onder de indruk van de muziek van Charlie Parker wisselde hij aan de Junior High School naar de saxofoon. Daarna studeerde hij aan het Berklee College of Music in Boston, de University of Miami en de Loyola University in New Orleans. Hij woonde vier jaar in New Orleans, voordat hij met Maynard Ferguson, Flora Purim en Airto Moreira in 1988 naar New York ging, waar hij werd gecontracteerd door Miles Davis voor een Europese tournee. Reeds in 1989 verscheen bij Blue Note Records zijn eerste album als orkestleider, waarna negen verdere albums volgden. Daarnaast werkte hij ook met Eddie Gomez, Tony Williams, Bobby Hutcherson, Maria Schneider, McCoy Tyner en Chick Corea. Margitza componeerde een saxofoonconcert en twee symfonieën voor orkest. Sinds 2013 treedt hij op met het Peter Protschka Quintet.

## Discografie
- 1989: Color
- 1990: Hope
- 1991: This is New
- 1995: Hands of Time
- 1995: Work It
- 1997: Game of Chance
- 2000: Heart of Hearts
- 2001: Memento
- 2004: Bohemia
- 2006: Second Home
- 2017: Tony Lakatos, Rick Margitza, Gábor Bolla: Gypsy Tenors, (Skip)

- Bibliothèque nationale de France: cb139317405 (data)
- Gemeinsame Normdatei: 134716256
- International Standard Name Identifier: 0000 0000 5513 5763
- Library of Congress Control Number: n91069509
- MusicBrainz: fc171442-5c37-4fc2-a2bd-7c85e0e4498c
- Nationale Bibliotheek van Israël: 987007350584705171
- Virtual International Authority File: 47149366086885601113